# Braniștea (Dâmbovița)
Braniştea es una comuna ubicada en el distrito de Dâmbovița, Rumania.

## Superficie
Posee una superficie de 20,13 kilómetros cuadrados.

## Demografía
Hasta 2021 la población era de 3790 habitantes, con una densidad de población de 188,3 habitantes por kilómetro cuadrado.